# Швидкісна залізниця Норрістауна
Швидкісна залізниця Норрістауна (англ. Norristown High Speed Line) — приміська залізнична лінія трамвайного типу що обслуговує округа Делавер та Монтгомері у передмісті Філадельфії, Пенсільванія, США.

## Особливості
Наявна лінія схожа одразу з усіма відами рейкового транспорту, це робить її унікальною в Сполучених Штатах.
Схожою з метрополітеном її робить повністю відокремлені від іншого транспорту колії та використання для живлення потягів контактної рейки, але лінія проходить виключно у передмістях. Схожість з тамваєм це використання одно або двухвагонних потягів та невелика відстань між станціями, але трамваї зазвичай живляться від контактної мережі. Від приміських залізничних лінії відрізняється малою кількістью вагонів та власними коліями, більшість приміських залізниць використовують колії спільно з іншими видами потягів (вантажні та інші).
Також всі станції крім кінцевих є зупинками на вимогу, для того щоб потяг зупинився на станції пасажиру всередині потрібно натиснути спеціальну кнопку таким чином заздалегідь повідомити водія що вам потрібно вийти на наступні станції. На станціях також встановлені спеціальні кнопки при натисканні на які спрацьовує семафор та потяг зупиняється на станції. Як що ніхто не натиснув кнопку ані у вагоні ані на станції, потяг проходить її без зупинки. Подібна система невикористовується ані в метро ані на приміських залізницях.

## Історія
Початкова ділянка лінії від станції «Транспортний центр 69-ї Вулиці» до станції «Стаффорд» відкрилася у 1907 році. Від станції «Вілланова» у 1912 році відкрилося десятикілометрове відгалуження до Норрістауна, яке через декілька років стало основним маршрутом а ділянка до Стаффорда відгалуженням. Через постійне зменшення пасажиропотоку на відгалуженні до Стаффорда, кількість потягів що прямували туди постійно зменшувалася. Остаточно відгалуження було закрите у 1956 році.

## Лінія
На мапах позначається фіолетовим кольором, до 2009 року називалася Маршрут 100
Лінія на півночі починається на станції «Транспортний центр 69-ї Вулиці» на західні околиці Філадельфії, де здійснюється пересадка на потяги Блакитної лінії Філадельфійського метро. Далі лінія прямує на північний захід до передмістя Норістаун. Маршрут лінії проходить
через містечка Хеверфорд та Раднор в окрузі Делавер, та Лоуер Меріон, Аппер Меріон, Бріджпорт та Норістаун в окрузі Монтгомері. З кінцевої станції «Транспортний центр Норрістауна» можливо пересісти на приміську залізничну лінію.
На лінії 22 станції, які мають високі платформи невеликої довжини розраховані лише під один два вагони, та обладнані невеликим павільйоном від дощу.

## Режим роботи
Лінія працює сім день на тиждень з 5:00 до 1:00. Подорож між кінцевими станціями займає 32 хвилини.

## Галерея

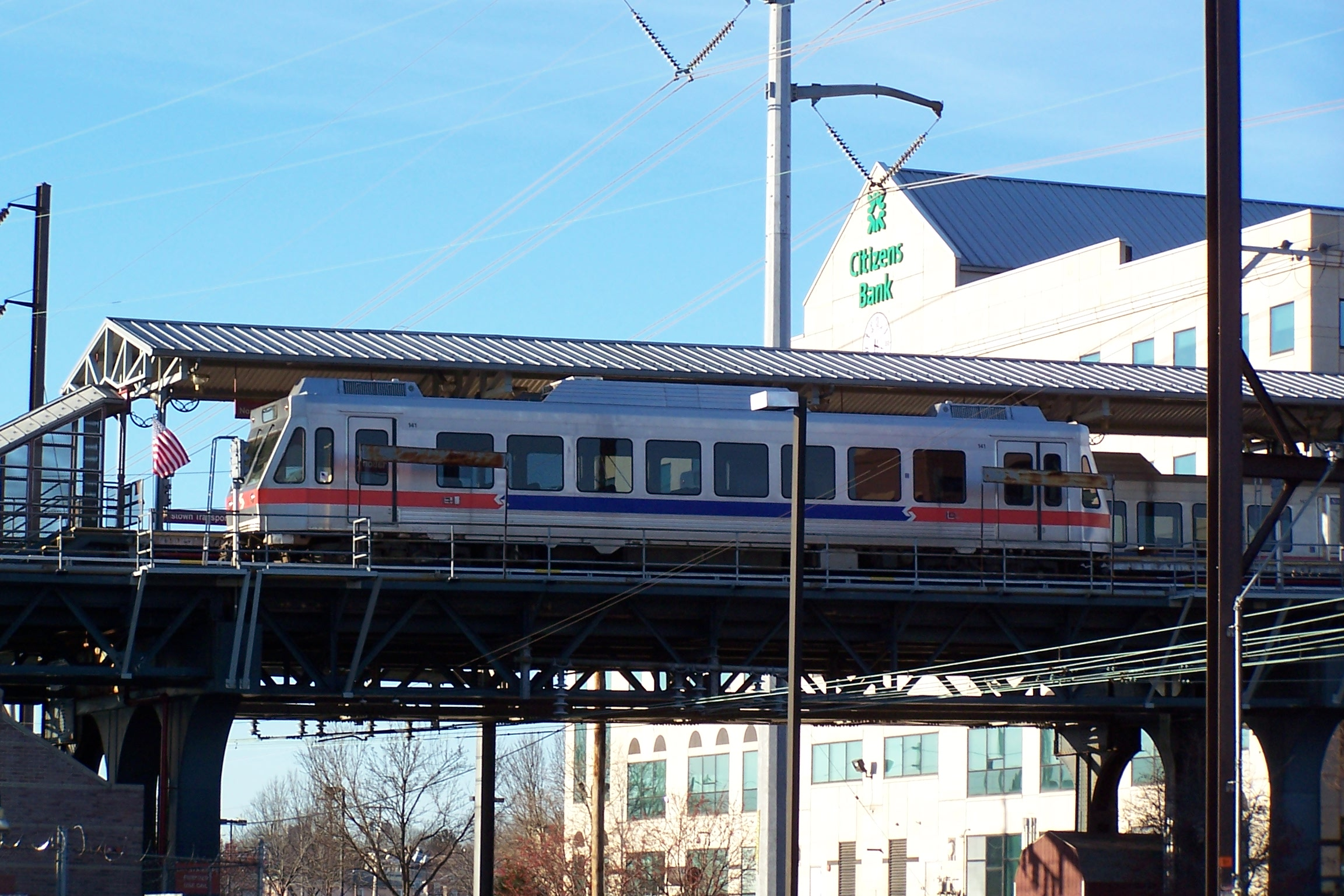
Потяг на естакадні станції «Транспортний центр Норрістауна»
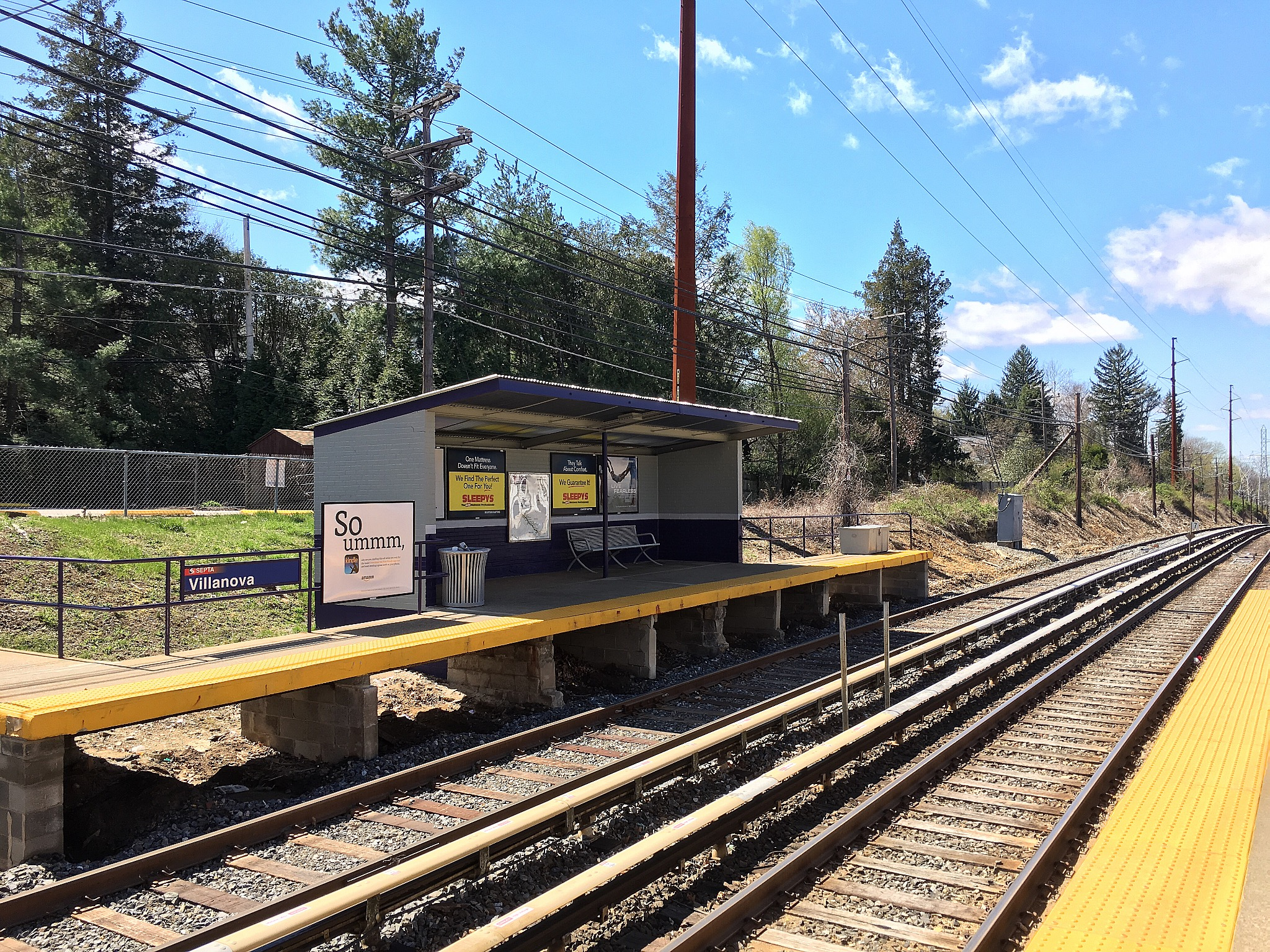
Типова станція
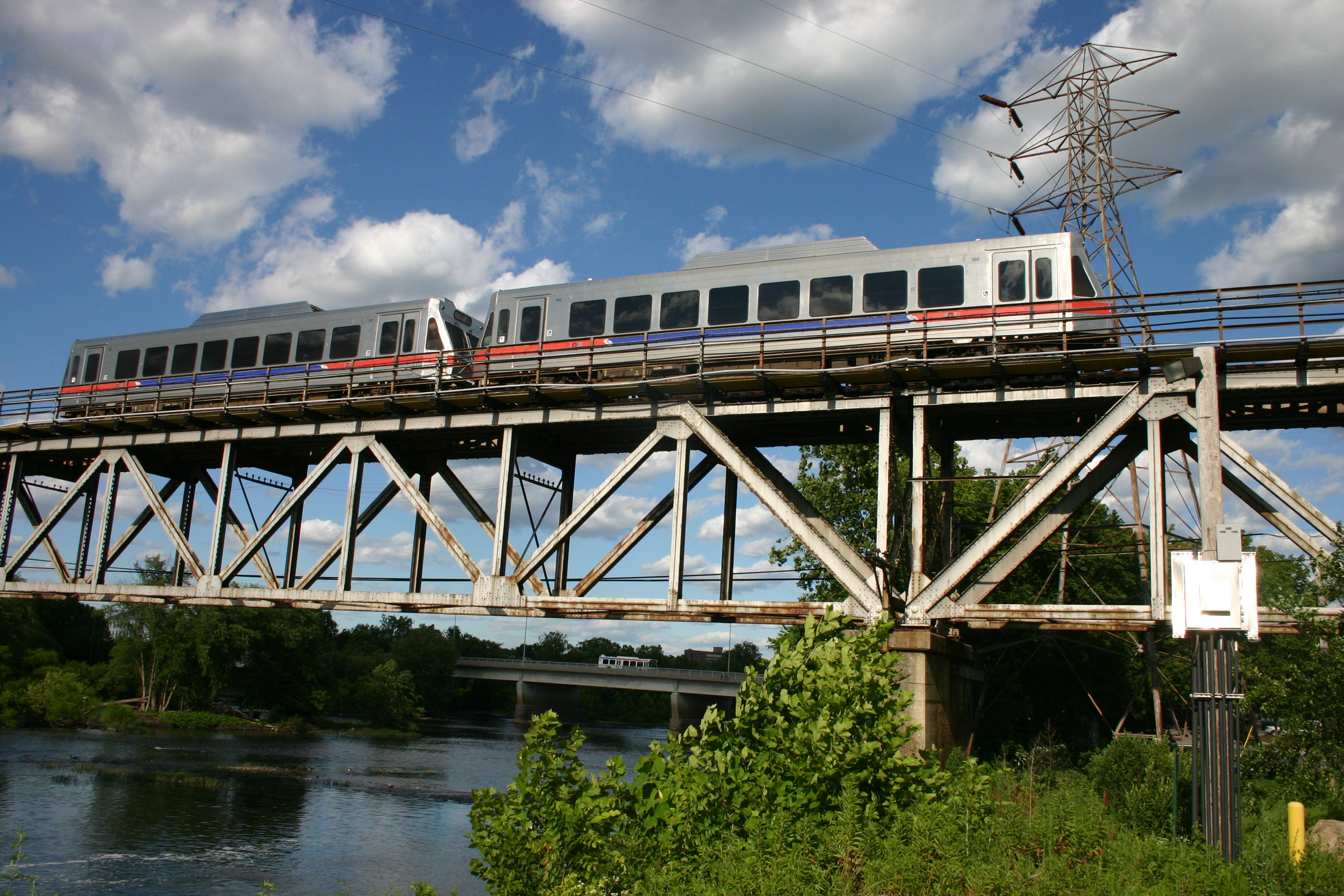
Потяг з двох вагонів на мосту